# Sid Waddell
Sid Waddell (10 de agosto de 1940-11 de agosto de 2012) fue un comentarista deportivo inglés y personalidad de televisión. Tenía el apodo de "La Voz de Dardos" debido a su fama como comentarista de dardos, y trabajó para Granada, Yorkshire, BBC y las emisoras de Sky Sports. Fue nominado para dos prestigiosos premios por su trabajo, y publicó varios libros.

## Biografía
Era hijo de un minero de Northumberland, asistió a la escuela Rey Eduardo VI en Morpeth, y llegó a obtener una beca para la St John's College en Cambridge, donde se graduó con un grado de 2:1 en Historia Moderna. En Cambridge, Waddell jugó al rugby por St Johns, y la Universidad de Cambridge LX Club, el equipo de rugby de segunda. Una lesión le trajo a los dardos y empezó en la competencia interuniversitaria de dardos. En St Johns perdió en la final de 1961 contra un equipo de vicarios en formación de Selwyn College.
Sid estaba casado con Irene y tuvo una familia común de cinco hijos: Nick, Lucy, Emma, Charlotte y Dan. Fue un acérrimo defensor de Newcastle United, vivía en Leeds. En septiembre de 2011, se anunció que Waddell fue diagnosticado con cáncer de intestino. Sucumbió al cáncer de colon el 11 de agosto de 2012, el día después de su 72.º cumpleaños.